# ジェニファー・ペリマン
ジェニファー・ペリマン（Jennifer Periman、1984年4月19日 - ）は、日本の女性タレント。
アメリカ合衆国オハイオ州出身。グランディア所属。
アメリカ人の父と日本人の母の間に生まれたハーフ。

## 略歴
- 1991年（平成3年） - 来日。
- 1995年（平成7年） - ジュネス企画に所属し、芸能界デビュー。
- 1996年（平成8年） - NHK教育『天才てれびくん』にてれび戦士として2年間出演。
- 2003年（平成15年） - 読売ジャイアンツのマスコットガール「チームジャビッツ21」のメンバーとして2年間活動。2006年（平成18年）、再び同メンバーとして1年間活動。
- 2008年（平成20年） - NHK教育『えいごであそぼ』にて、8代目の英語のお姉さんとして4年間出演。
- 2010年（平成22年） - グランディアに移籍。

## 出演

### バラエティ
- 天才てれびくん（1996年4月 - 1998年3月、NHK教育） - てれび戦士

### その他のテレビ番組
- えいごであそぼ（2008年4月 - 2012年3月 、NHK教育） - 英語のお姉さん・ジェニー 役